# Communauté de communes Vesle-Montagne de Reims
Die Communauté de communes Vesle-Montagne de Reims ist ein ehemaliger französischer Gemeindeverband (Communauté de communes) im Département Marne in der Region Champagne-Ardenne. Er wurde am 29. Dezember 1994 gegründet.
Mit Wirkung vom 1. Januar 2014 ging der Gemeindeverband durch Fusion in die Communauté de communes Vesle et Coteaux de la Montagne de Reims über.

## Ehemalige Mitgliedsgemeinden
- Beaumont-sur-Vesle
- Billy-le-Grand
- Les Petites-Loges
- Ludes
- Mailly-Champagne
- Sillery
- Trépail
- Vaudemange
- Verzenay
- Verzy